# 마르가리타 시모냔

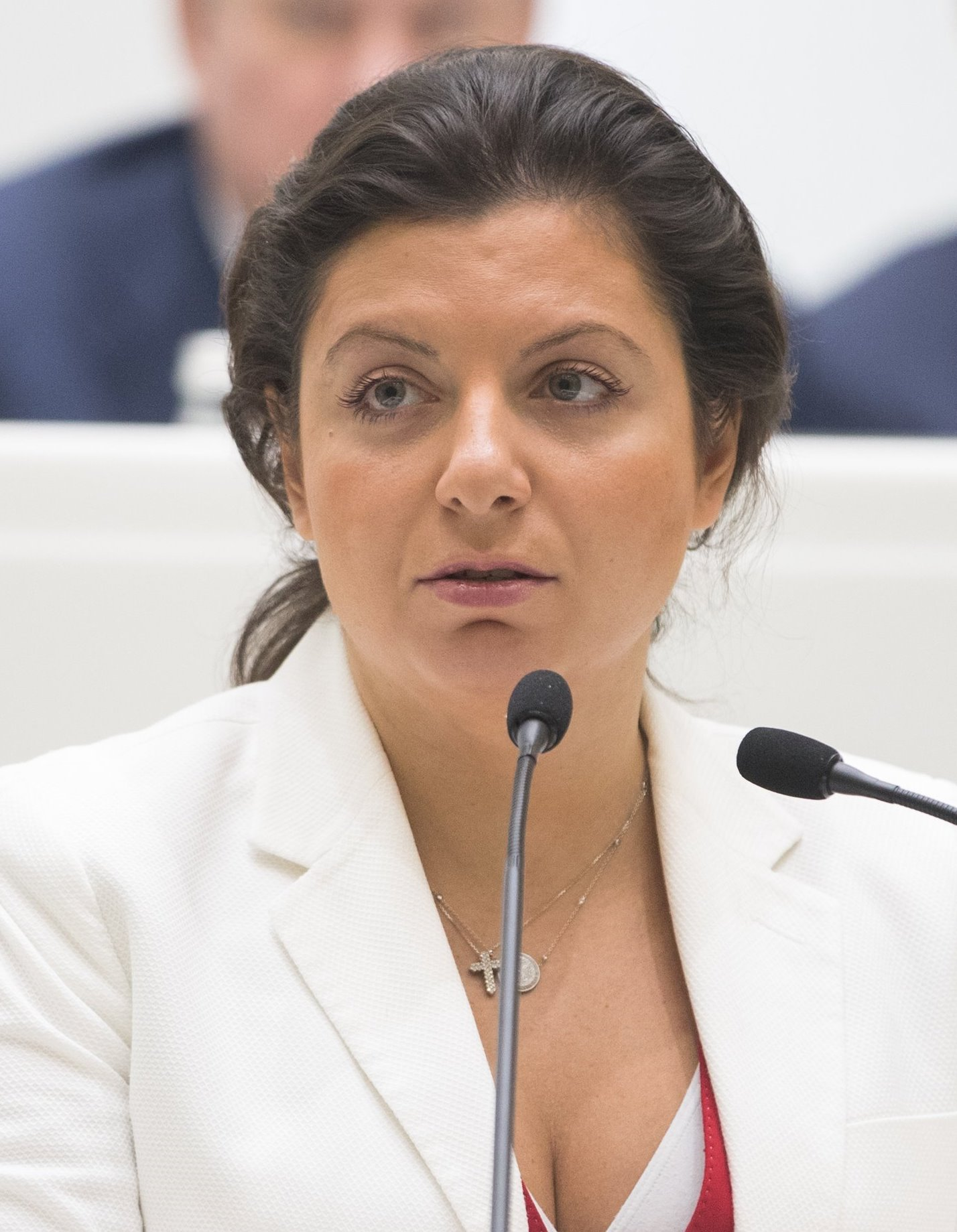
마르가리타 시모냔

마르가리타 시모놉나 시모냔(러시아어: Маргарита Симоновна Симоньян, 1980년 4월 6일~)은 러시아의 언론인으로, 영어 텔레비전 뉴스 네트워크 RT (옛 러시아의 오늘)와 러시아 국영 국제 통신사 로시야 세고드냐 (Россия сегодня, IPA: [rɐsʲijə sʲɪvodʲnʲə])의 편집장이다.

## 생애 초기
시모냔은 러시아 남부 도시 크라스노다르의 아르메니아인 집안에서 태어났다. 시모냔의 부모는 모두 오스만 제국에서 온 아르메니아 난민의 후손이다. 원래 트라브존 출신인 시모냔의 아버지 가족은 1915년 아르메니아 대학살 기간 동안 크림반도에 정착했다. 제2차 세계 대전 기간 동안 그들은 수천 명의 다른 함셴 아르메니아인들과 함께 우랄산맥으로 추방되었다. 시모냔의 아버지는 예카테린부르크 (소련 시절 이름은 스베르들롭스크)에서 태어났지만, 시모냔의 어머니는 19세기 후반 오스만 제국이 자행한 아르메니아인 대학살을 피해 소치로 도망친 아르메니아인 집안에서 태어났다. 시모냔의 가족은 소치 아들레르스키 지역의 몰돕카 마을에 식당을 소유하고 있다. 시모냔은 노동자 계급 가정에서 태어나 어린 나이에 기자가 되기로 결심했다. 처음에는 지역 신문에서 일했고, 그 다음에는 쿠반 국립대학교에서 저널리즘을 공부하면서 지역 텔레비전 방송국에서 일했다.
1996년, 시모냔은 미래 지도자 교류 교환 학생 프로그램 일환으로 뉴햄프셔 브리스톨에서 1년을 보냈다. 시모냔은 그 기간 동안 러시아인과 미국인이 "문화, 가족 가치, 생활 방식, 반응, 유머 감각 면에서 매우 비슷하다"는 것을 발견했다고 말했다.

## 직업
시모냔은 지역 텔레비전 방송국에서 일할 당시, 제2차 체첸 전쟁과 러시아 남부의 심각한 홍수를 취재하여 "직업 용기" 상을 받았다. 2002년에 시모냔은 러시아 국영 로씨야 텔레비전 채널의 지역 특파원이 되어 2004년에 일어난 베슬린 학교 인질극을 취재했다. 현장에 빠르게 도착한 언론인 가운데 한 명이었던 시모냔은 334명이 사망하는 것을 목격했으며, 그 가운데 186명이 어린이였다. 그녀는 인터뷰 진행자에게 이 인질극은 "나에게 일어난 최악의 일이었다"고 이야기하며 글을 쓰면서 자주 울었다고 말했다. 그런 다음 시모냔은 모스크바로 이사하여 러시아 크렘린 기자단에 합류했다.
시모냔은 러시아 전국 텔레비전 및 라디오 방송인 협회의 초대 부회장과 러시아 연방 공의회의 구성원을 역임했다. 2010년에는 시모냔이 쓴 첫 책 <모스크바를 향하여! >가 출판되었다.

### RT와 로씨야 세고드냐의 편집장

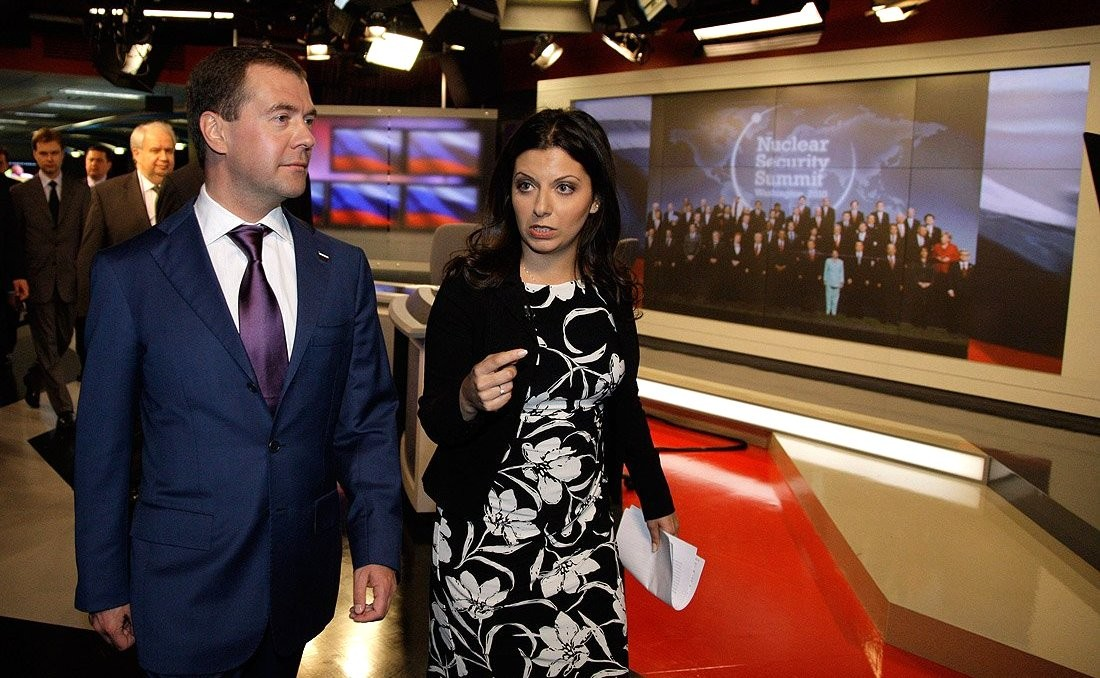
2010년 4월, 드미트리 메드베데프 전 러시아 대통령이 편집장 마르가리타 시모냔과 함께 RT 사옥을 방문했다.

시모냔은 2005년, RT (당시 러시아의 오늘로 알려짐)의 편집장에 임명되었을 때 겨우 25세였지만, 18세 때부터 언론계에서 쌓아온 경력이 있었다. 시모냔은 2008년 인터뷰에서 "자신의 나이가 사람들이 자주 자신이 이 직업을 얻게 된 방법을 추측하게 만든다"고 말했다. 모스크바 미디어 법률 및 정책 연구소 소장이자 모스크바 국립 대학의 저널리즘 교수인 안드레이 리흐테르는 시모냔은 연줄이 좋기에 해당 직위에 임명되었다고 시사했다. 시모냔은 블라디미르 푸틴 러시아 대통령과 가까운 크렘린 충성파이다.
RT(당시 러시아의 오늘로 알려짐)는 2005년 12월 10일, 러시아 외부에서 온 약 70명을 포함한 기자 스태프 300명과 함께 방송을 시작했다. 시모냔은 RT의 저널리즘 및 정치 입장과 관련한 언론의 질문에 자주 답변한다. 시모얀은 개국 당시 RT의 의도가 BBC, CNN, 유로뉴스와 같이 "세계를 향한 러시아의 견해를 반영"하고 러시아와 관련한 보다 "균형 잡힌 그림"을 제시하는 "전문적인 형식"을 갖추는 것이라고 말했다. 시모냔은 또 기자에게 러시아 정부가 보도를 지시하지 않을 것이며 "이 나라에서 정부가 검열하는 행위는 헌법에 근거해 금지되어 있다"고 말했다. 시모냔은 훗날 모스크바 타임스에 RT가 자극성 있는 보도를 하자 성장하기 시작했으며, 이 논란이 방송국에 매우 중요했다고 말했다. 시모냔은 RT의 임무는 모스크바의 명성을 갈고 닦는 것이 아니라고 말했다. 그러나 RT는 정치 편향성으로 서방의 꾸준한 비판을 받았다. 시모냔은 다음과 같이 말했다. "객관성은 없다. 가능한 한 많은 다른 목소리로 진실을 가늠하는 것일 뿐이다."
시모냔은 워싱턴 타임스에 러시아가 조지아에 맞선 남오세티야를 지원하면서 발발한 2008년 남오세티아 전쟁과 관련해 RT에서 보도된 내용을 어떤 관점에서 바라보고 있는지 밝혔다. 시모냔은 영어를 사용하는 채널 가운데 오직 RT만이 남오세티야의 이야기를 전하고 있다고 말했다. 시모냔은 RT가 러시아의 폭격을 경시하고 있다고 주장하고 떠난 RT 특파원인 윌 던바의 주장을 거부하고 검열을 향한 던바의 주장을 부인했다. 시모냔은 RT를 다른 방송국들과 비교하면서 “우리는 우리가 러시아 방송국이라는 사실을 비밀로 하려고 하는 것이 아니며, 우리는 당연히 러시아의 관점에서 세상을 본다. 그런 의미에서 우리는 훨씬 더 정직하다"고 말했다.
2013년 12월 31일, 시모냔은 새로운 정부 소유 통신사 로시야 세고드냐의 편집장에 교차 임명되었으며, 현재 두 조직의 편집장을 동시에 맡고 있다.
2016년 5월, 시모냔은 페트로 포로셴코 전 우크라이나 대통령의 지시로 우크라이나 제재 목록에 포함되어 우크라이나 입국이 거부되었다.

#### 버락 오바마를 향한 인종 차별성 보도
2020년 11월 30일, 국영 RT의 편집장 시모냔은 인종 차별성 보도로 널리 비판을 받은 텔레비젼 부문을 옹호했다. 이 방송에서 시모냔의 파트너 티그란 케오사얀과 검은 얼굴을 한 여배우는 버락 오바마 전 미국 대통령과 관련해 다음과 같은 대화를 나눴다. : “이 책이 당신의 업적이라고 생각합니까?” (오바마가 쓴 책 약속의 땅 참조 ). . . "물론이죠." 흑인 여배우가 대답했다. . . “당신의 친척 가운데 책을 쓴 사람이 없어서입니까?” 케오사얀이 물었다. . . “저보다 먼저 온 친척 가운데 글을 쓸 수 있는 사람이 아무도 없었기 때문입니다.”

## 아르메니아를 보는 관점
2020년 7월 아르메니아-아제르바이잔 분쟁에서 시모냔은 아르메니아 당국이 로베르트 코차랸 전 아르메니아 대통령을 체포하고, 러시아의 크림반도 실효 지배를 인정하지 않아 러시아를 도발했다고 비난하면서 날카로운 의견을 피력했다. 아르메니아의 반러시아 정서를 감안할 때 집단 안보 조약 기구의 대응이 적절했다고 말했다. 집단 안보 조약 기구는 이후 “시모냔의 의견은 집단 안보 조약 기구 사무국의 공식 입장과 완전히 반대된다”고 밝혔다. 시모냔의 발언은 아르메니아 사회에서 널리 비판 받았다. 정치 평론가인 세르게이 파르호멘코도 시모냔이 "아르메니아인을 대표하는 유력한 인물이라고 자처하고 있지만, 어떤 관점에서 보아도 전혀 그렇지 않다"면서 시모냔을 비판했다.

## 개인 생활
시모냔에 이전에 언론인 및 프로듀서로 활동한 안드레이 블라고디렌코와 결혼하여 2013년 8월에 딸 마리야나를 낳았다.
2014년 9월, 마르가리타는 러시아의 아르메니아계 영화 감독 티그란 케오사얀(Tigran Keosayan)과 사이에서 아들 바그라트(Bagrat)를 낳았다. 시모냔은 현재 남편 케오사얀이 영화화한 사랑으로 만든 크림 다리 (2018년)의 대본을 썼다.
시모냔은 러시아어와 영어에 능통하다. 시모냔은 2012년 인터뷰에서 자신이 아르메니아어를 모르는 것을 후회한다고 밝혔지만, 시모냔의 가족은 방언 차이 때문에 집에서 아르메니아어를 한 번도 말하지 않았기 때문이라고 해명했다.

## 수상 및 영예
- 우정훈장 (2007)[40]
- 모브세스 호레나치 메달 (2010)[41]
- 조국훈장 4급 (2014)[42]

## 같이 보기
- 미하일 레신